# キュキュニャン
キュキュニャン （Cucugnan、オック語:Cucunhan）は、フランス、オクシタニー地域圏、オード県のコミューン。

## 地理
トーシュ山のふもとにある、コルビエール地方のコミューンである。ヴェルドゥーブル川が流れ、コルビエールAOCのブドウ畑のテロワールが広がる。

## 由来
359年にCucuquieno、951年にCucunianum、Cucugnanum、1195年にChugunanumであった。

## 歴史

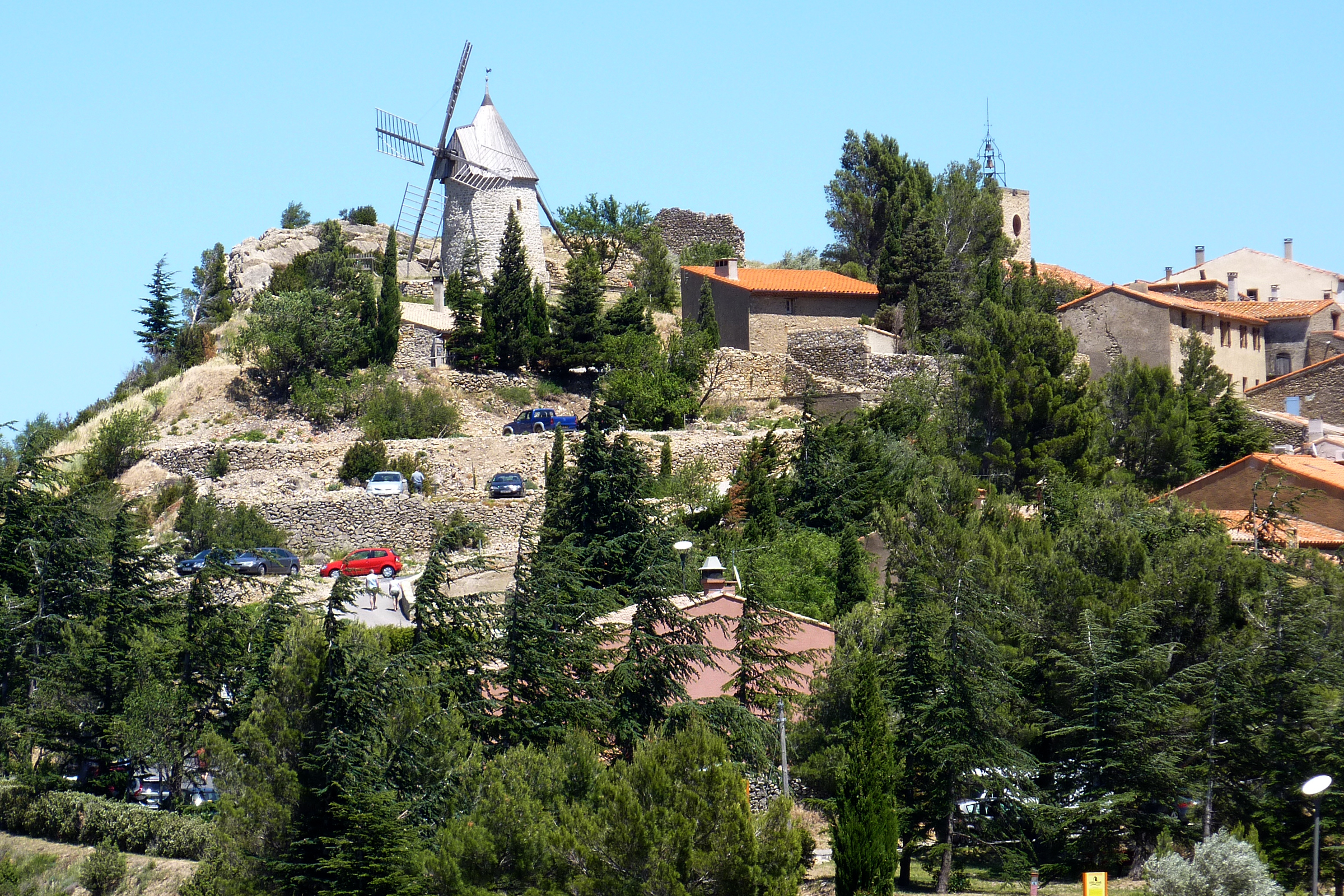
コミューンの風景

Cucunianoの名が記されたのは951年が最初である。ラゼス伯ロジェ1世・ド・カルカソンヌが、キュキュニャンの土地の一部をラグラス修道院に寄進したのである。当時、キュキュニャンの土地はカロリング朝の封臣ラゼス伯領の行政上の区画であるpagus du Perpertusèsの一部であった。
863年から864年の間に、ラゼス伯はカルカソンヌ伯のものとなった。981年に始まるラゼス戦争のあと、1010年頃にブサルー伯がラゼス伯領を獲得した。
10世紀の終わり、カロリング朝の勢力の分割化により、ケリビュスやペルペテューズのような高地の要塞の建設につながった。
1070年、キュキュニャンは貴族たちによってブサルー伯に対する臣従の誓いに引用された。
1111年、ペルペテューズとキュキュニャンに属するすべての領地はバルセロナ伯の手中に入った。1140年、ベランジェ・ド・ペルペテューズはバルセロナ伯に臣従を誓った。ペルペテューズ領主の力で行われた防衛強化作業は、12世紀初頭に記録されている。1193年、キュキュニャン領主について初めて記載される。彼らはペルペテューズ領主家の若い分枝系統であった。
1209年から1255年のアルビジョワ十字軍では、ペルペテューズ領主はラングドックの反乱勢力に加わった。その後、1241年にトゥールーズ伯と同時にフランス王ルイ聖王に差し出された。
1258年、フランス王国とアラゴン王国の間で締結されたコルベイユ条約によって、フェヌイエード地方に国境線が固定された。1659年のピレネー条約まで、キュキュニャンはスペインと対峙する前線地帯だった。
15世紀終わり、キュキュニャンは破壊された。ピレネー条約は、フランスによるルシヨン併合で終わった。
16世紀、新しい村が、完全に破壊された中世の村の上に生まれた。1692年、公文書は、口頭伝承によると領主の邸宅が教会の前にあったと記している。この村は西側の要塞化された門でわかるように、外からの攻撃に備えて防衛を強化していた。

## 人口統計
| 1962年 | 1968年 | 1975年 | 1982年 | 1990年 | 1999年 | 2007年 | 2014年 |
| ------ | ------ | ------ | ------ | ------ | ------ | ------ | ------ |
| 157    | 124    | 102    | 113    | 128    | 113    | 133    | 131    |

参照元:1962年から1999年までは複数コミューンに住所登録をする者の重複分を除いたもの。それ以降は当該コミューンの人口統計によるもの。1999年までEHESS/Cassini、2006年以降INSEE。

## 史跡

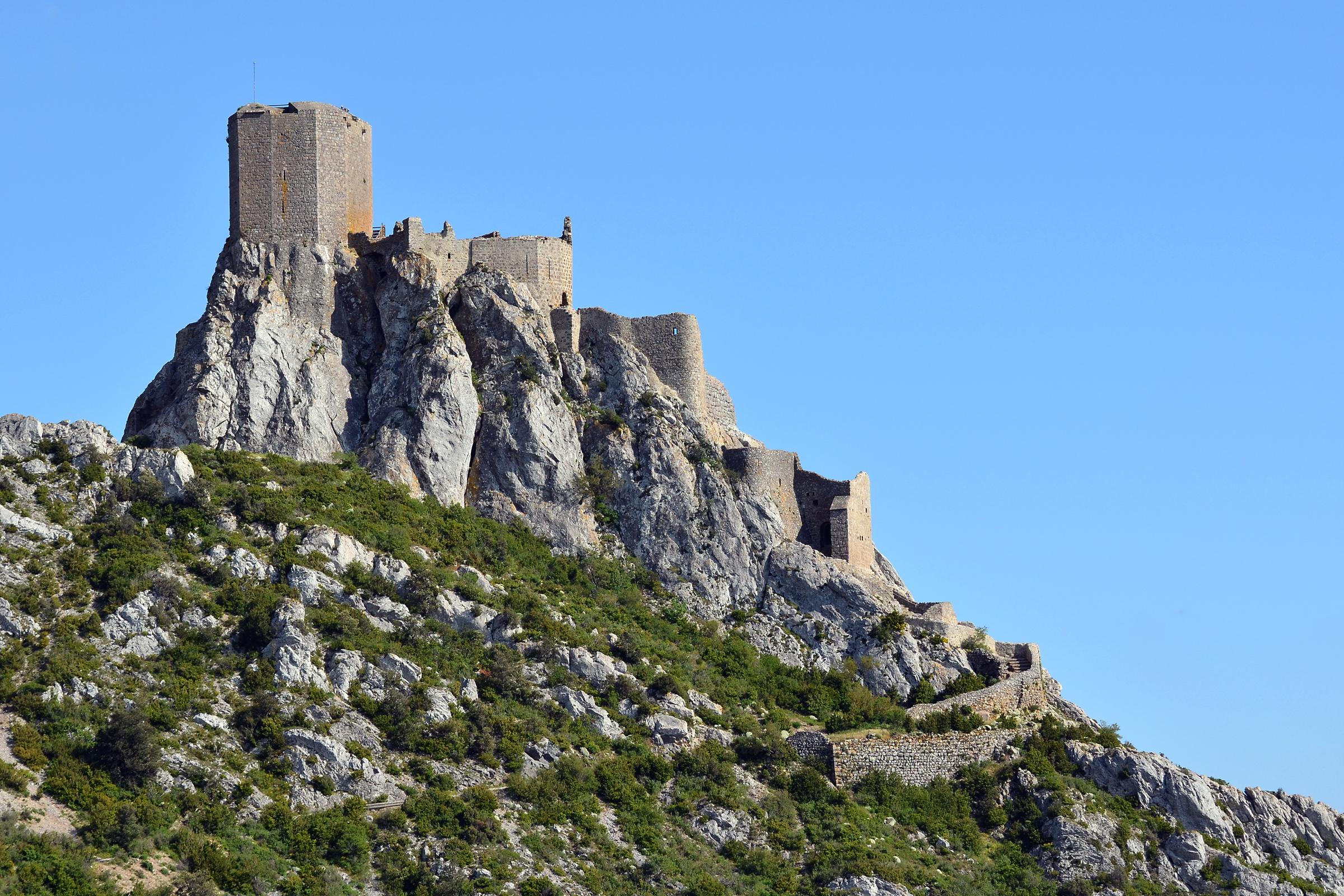
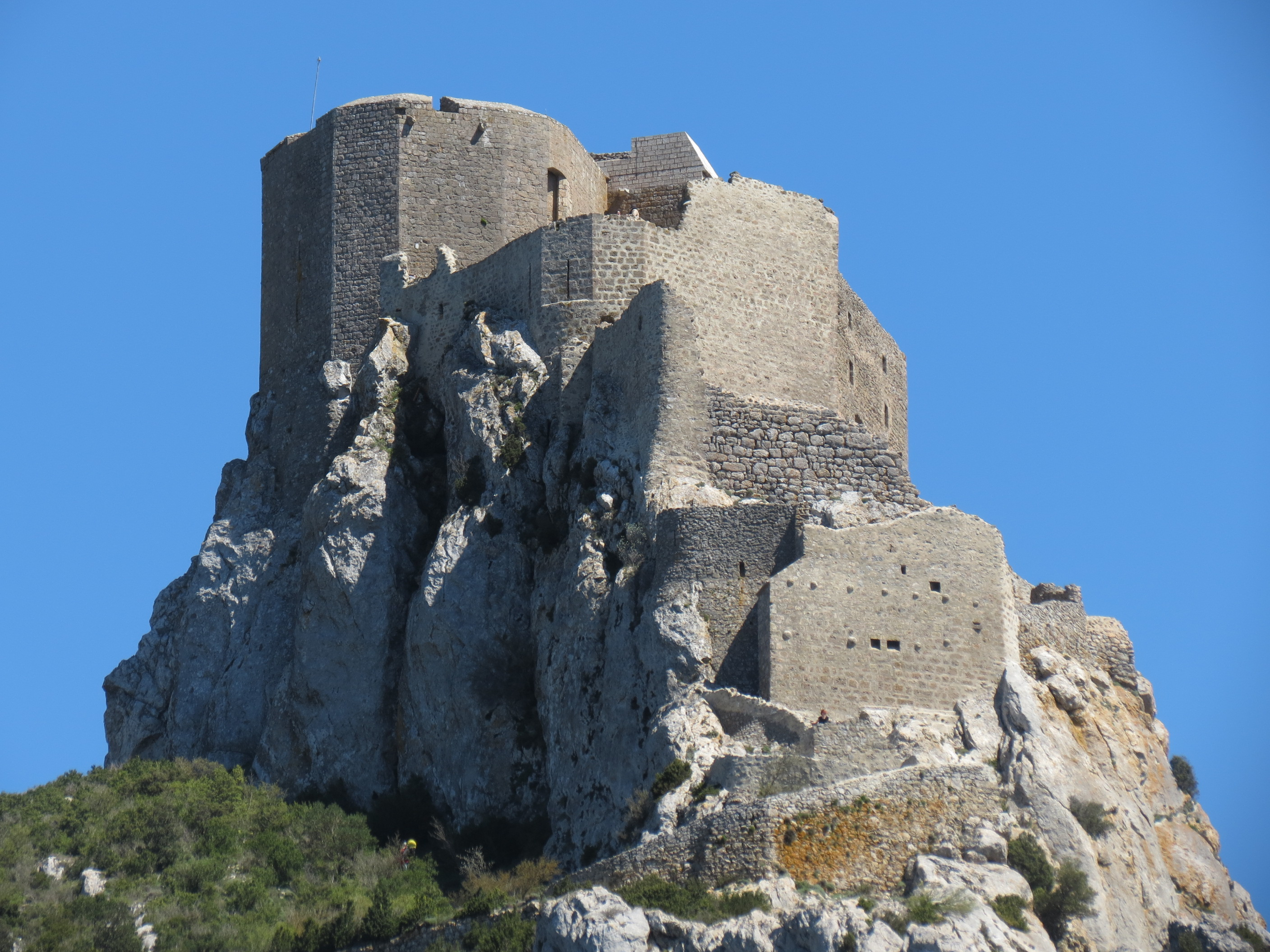
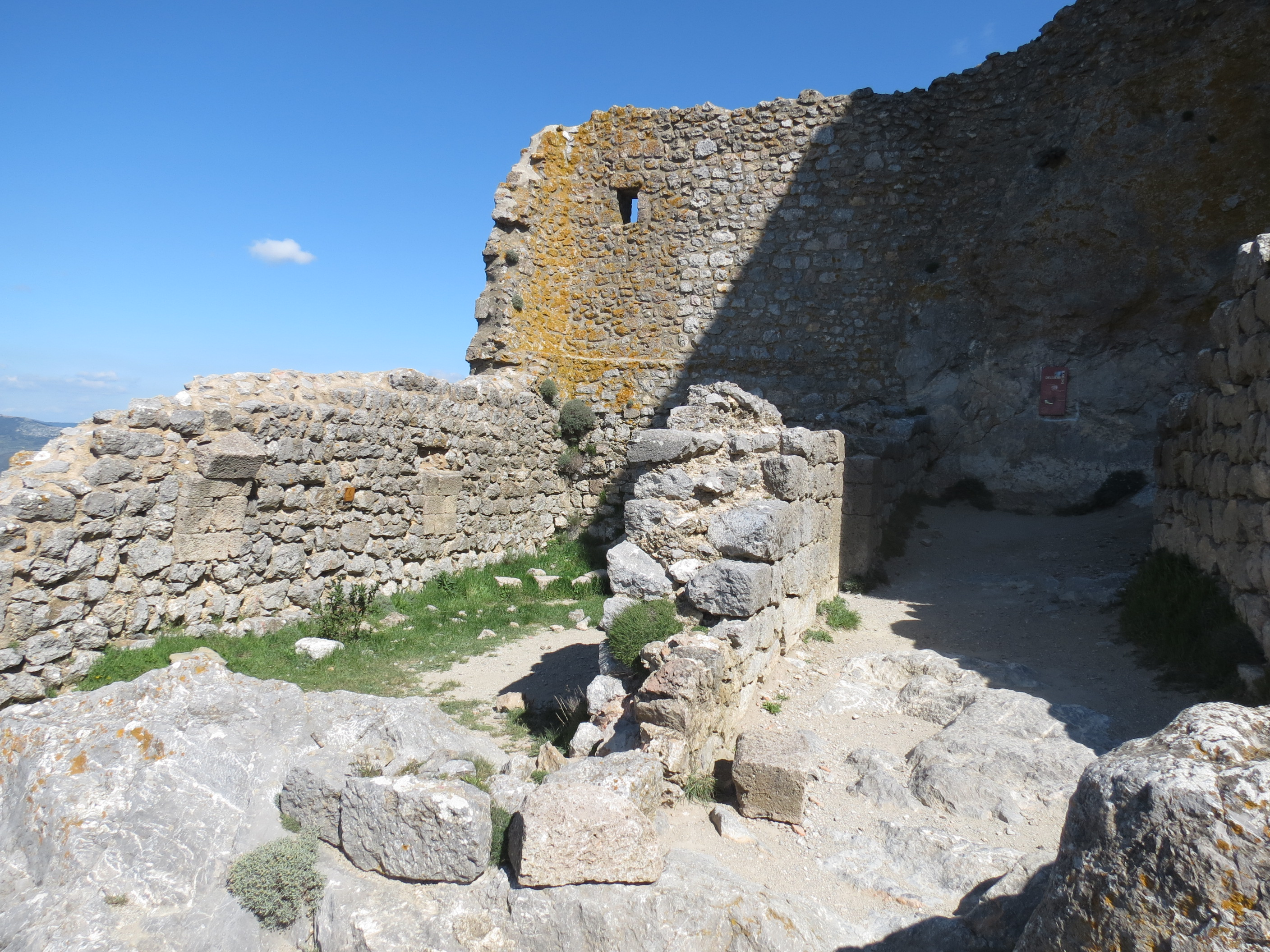
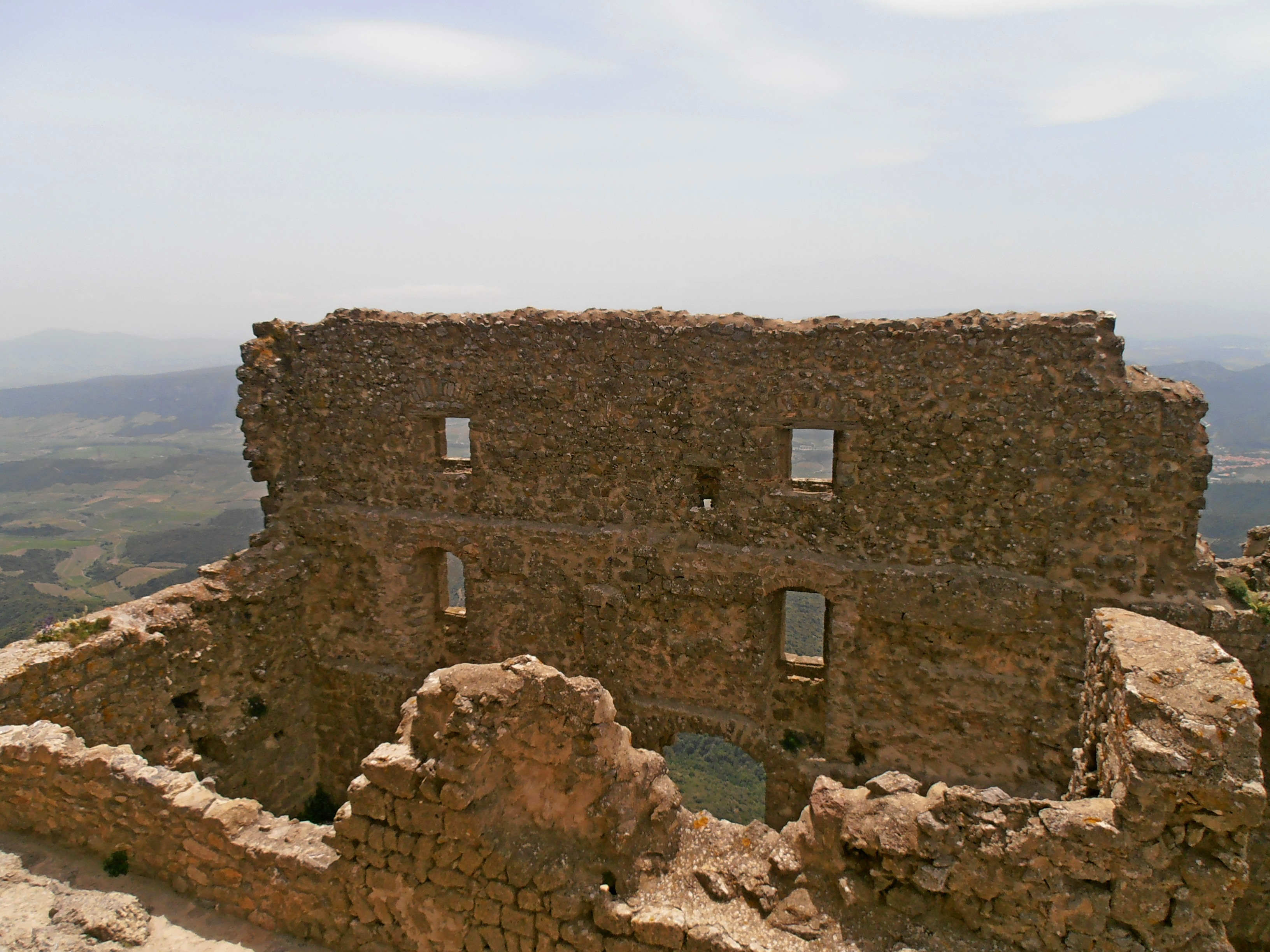
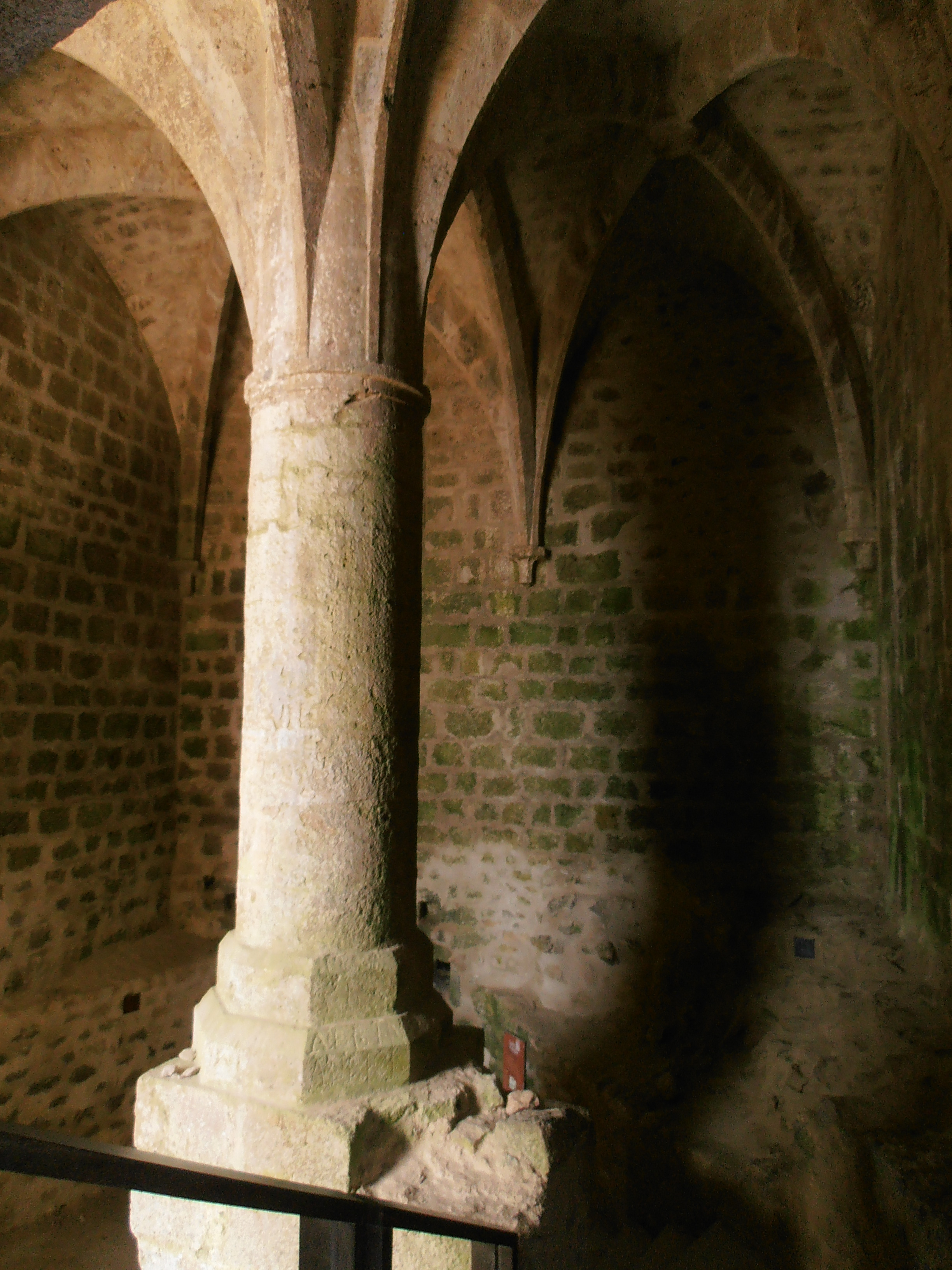
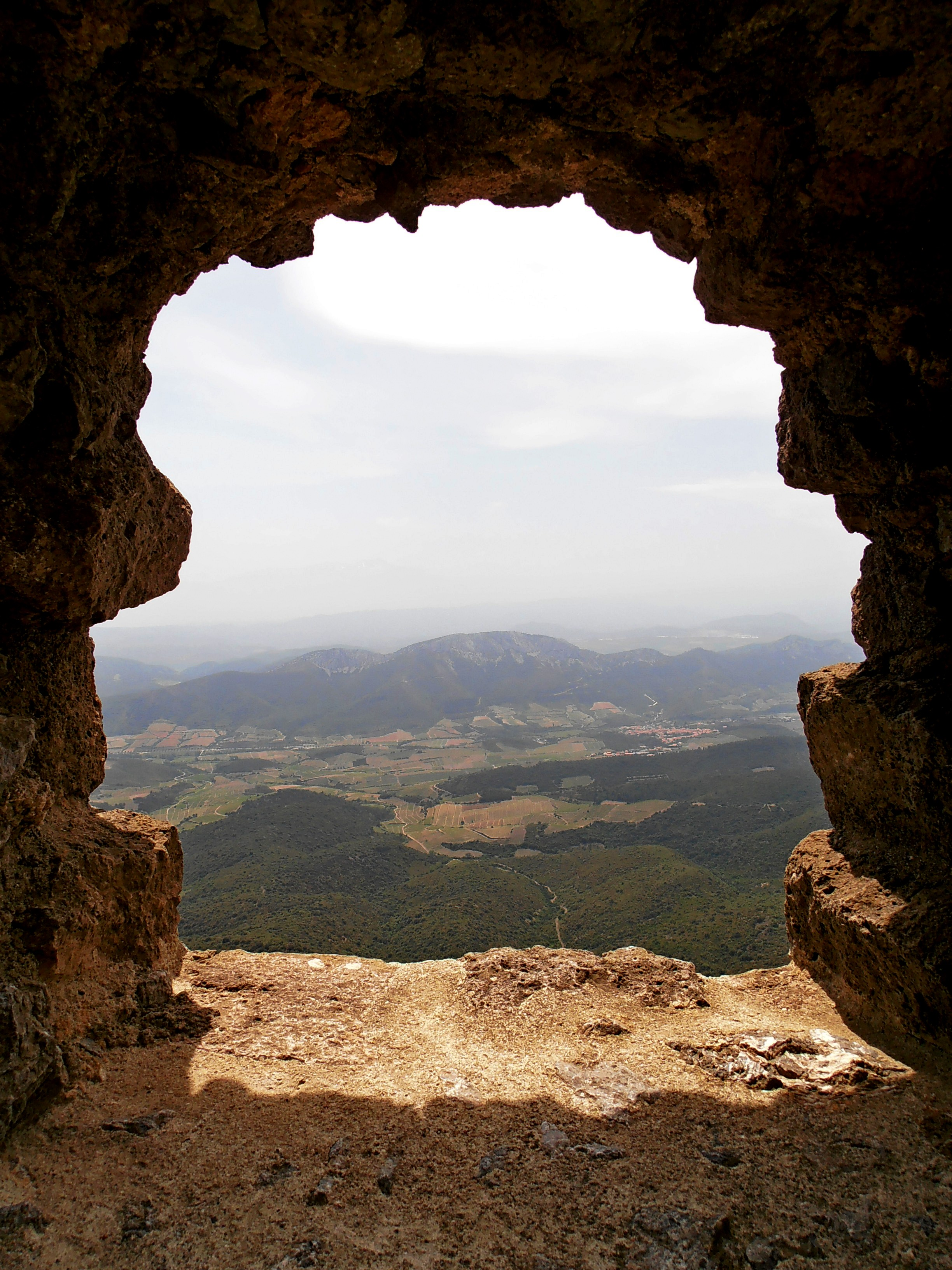

- ケリビュス城 (fr:Château de Quéribus) - モーリー峠を守護するように標高728mの岩山の上にたつ。アルビジョワ十字軍では、改宗を拒むカタリ派の人々が籠城した。1255年5月に陥落。1907年より歴史的記念物[5]